# Mosquée de Fahraj (Yazd)
La mosquée Fahraj ou mosquée Hassan se trouve à Fahraj (Yazd). Elle est enregistrée sous le n°906 à la   30 septembre 1970 dans la liste des monuments nationaux d'Iran

## Histoire
La construction de la mosquée Fahraj remonte à la première moitié du premier siècle de l'hégire le septième siècle de notre ère. Mais le bâtiment initial date de l'époque sassanide et a été converti en mosquée avec l'arrivée de l'islam à l'époque du califat d'Omar Ier. La mosquée de Fahraj a été découverte par hasard au milieu des années 1960 par le professeur Mohammad-Karim Pirniâ (1922-1997), historien et théoricien de l’architecture iranienne.
C'est, bien qu'il y ait des controverses entre archéologues, celle qui est généralement considérée comme la plus ancienne en Iran. La mosquée Tarikhaneh
est également citée parmi les plus anciennes.

## Architecture
Le bâtiment rappelle ceux de l'époque sassanide. Un minaret a été ajouté au bâtiment principal au troisième siècle de l'hégire et permet d'accéder au toit tout en donnant une vue sur la petite cour centrale. Comme souvent dans les mosquées, les portes d'entrée sont multiples.
A l'intérieur de  la mosquée, il n'y a pas d'autel, ni de dôme

## Galerie

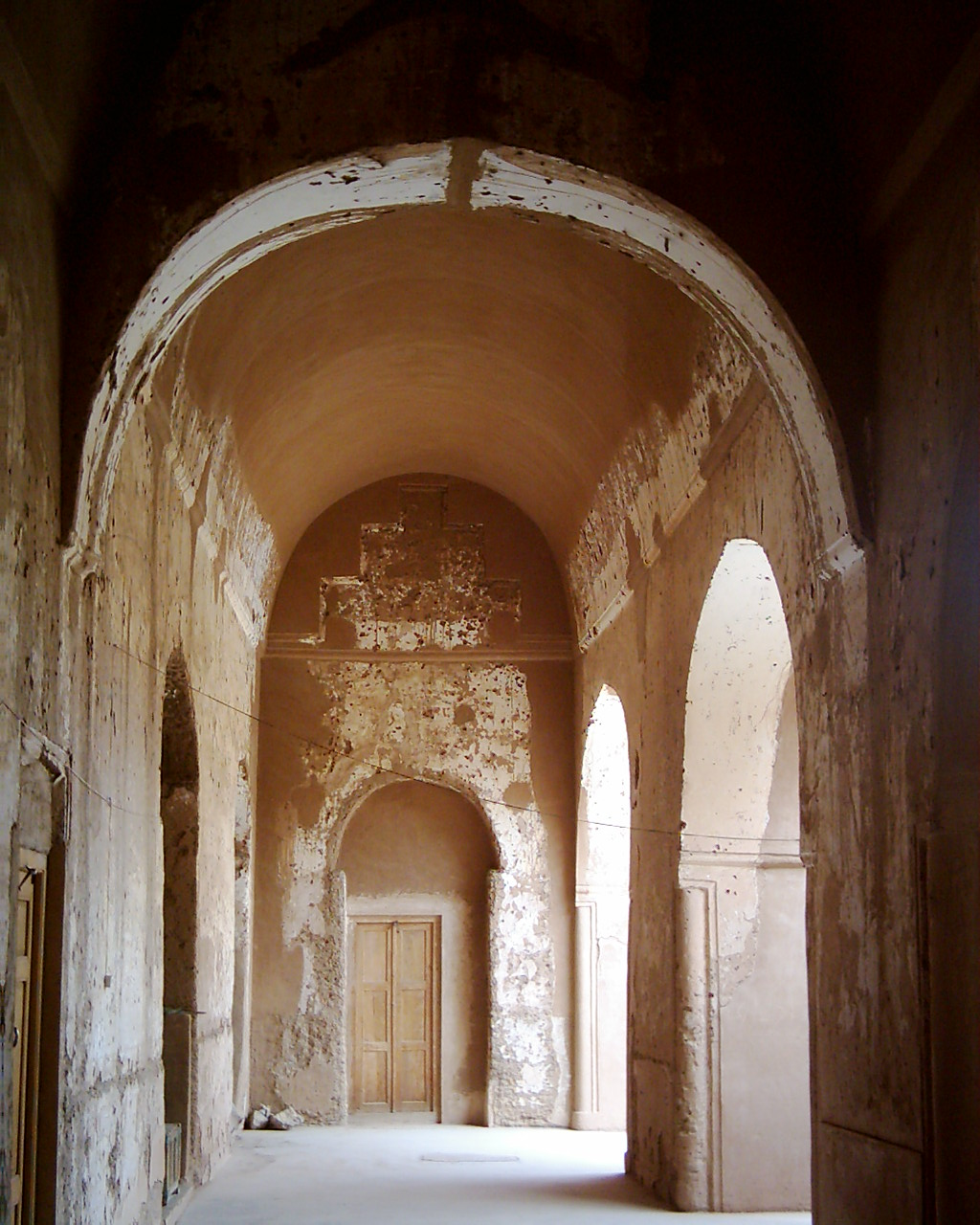
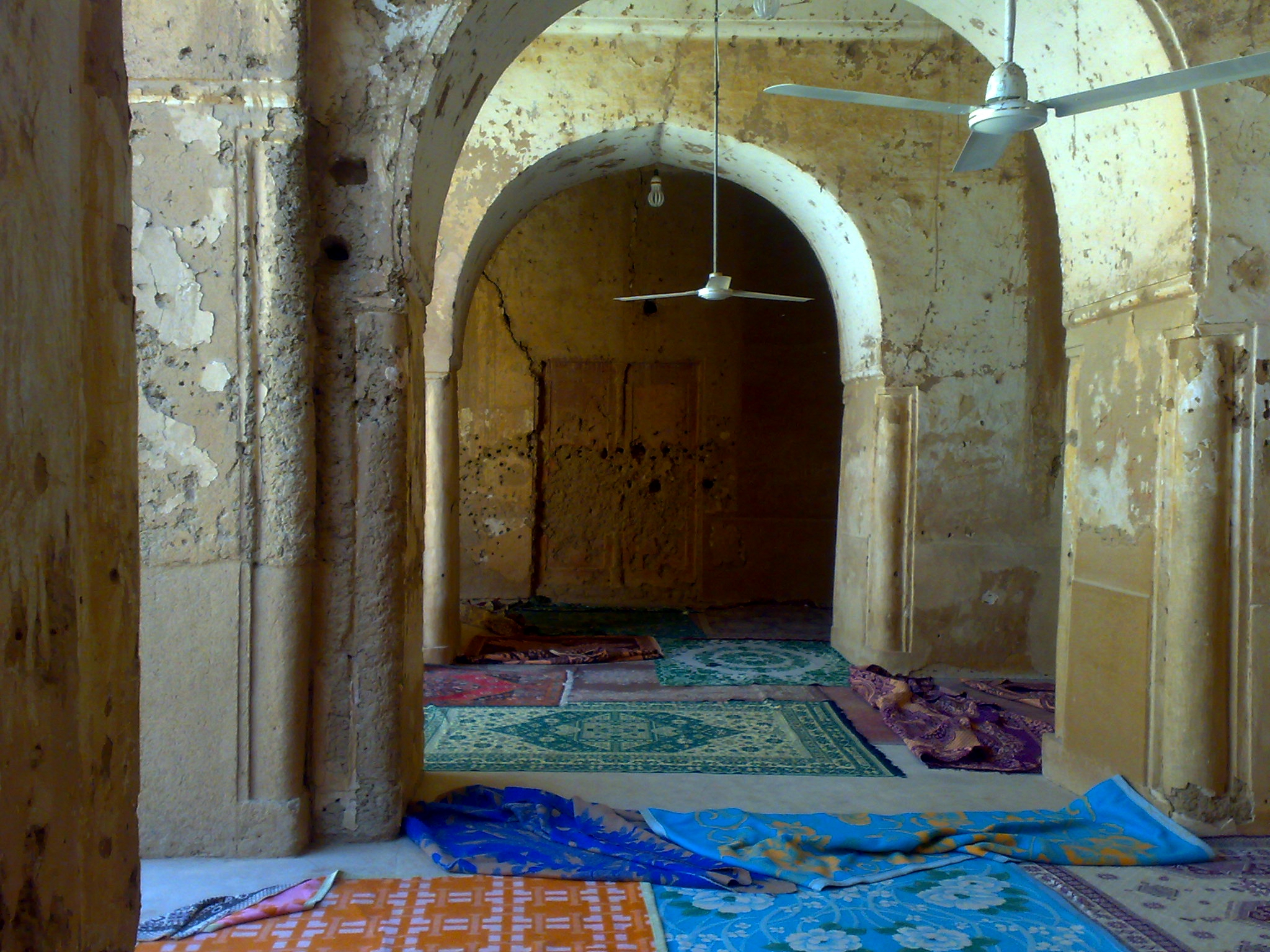
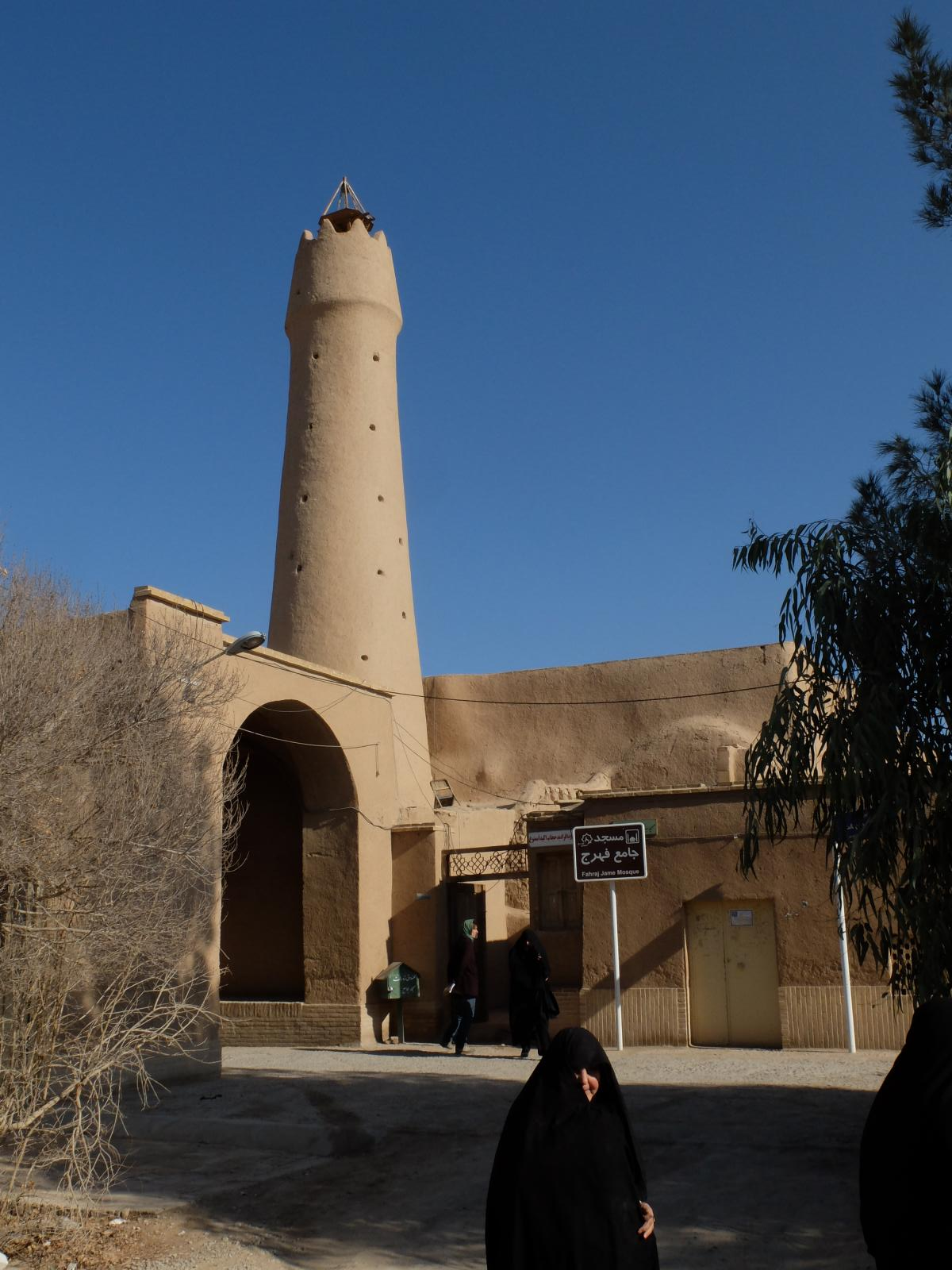
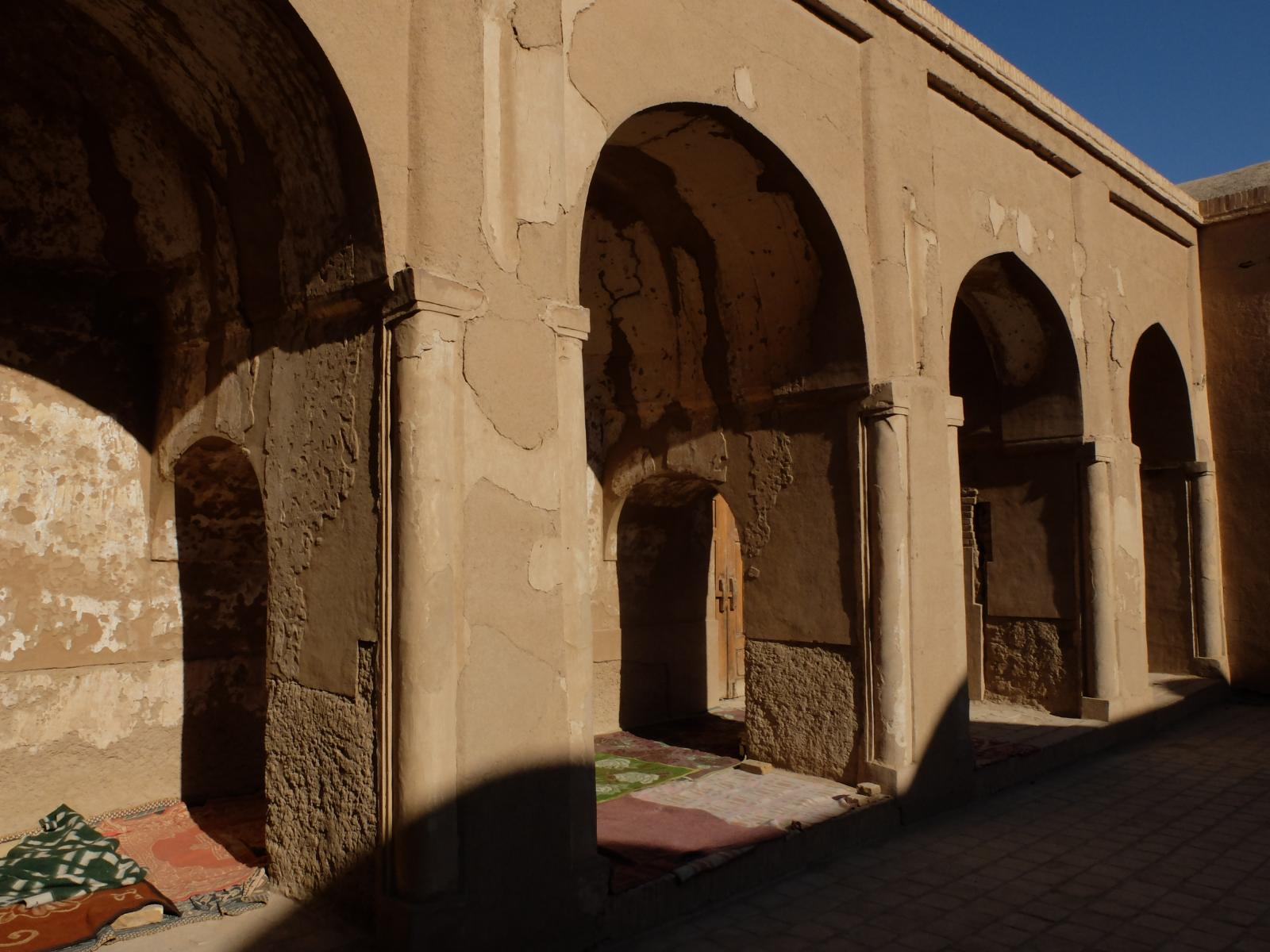
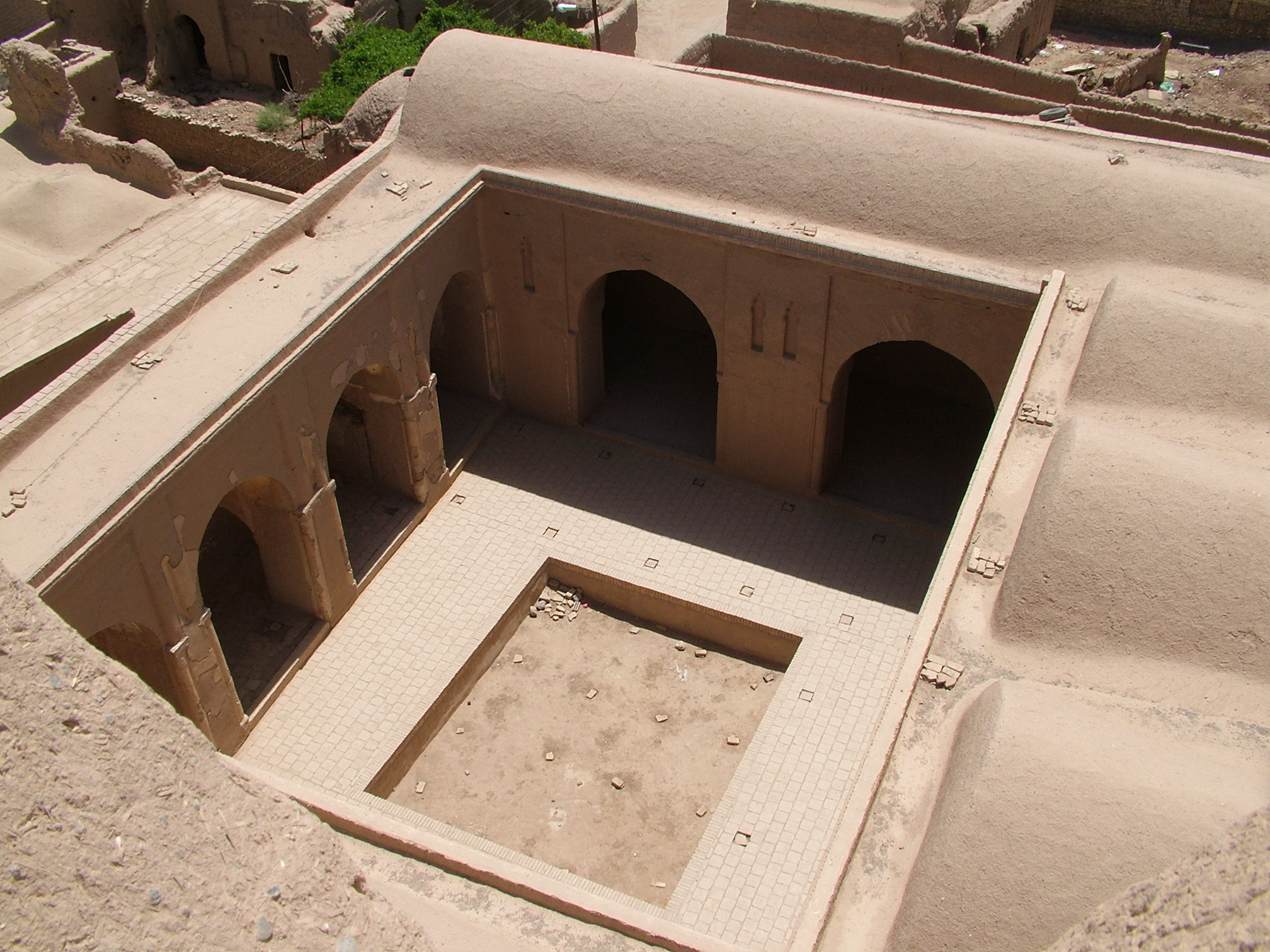